# Przygrywka (miniserial)
Przygrywka – polski młodzieżowy serial telewizyjny w reżyserii Janusza Łęskiego wyprodukowany w 1982 roku dla Telewizji Polskiej. Scenariusz powstał na podstawie książki Przygrywka autorstwa Ewy Lach, będącej trzecią częścią cyklu Kosmohikanie.
Plenery: wsie Tresta i Twarda nad Zalewem Sulejowskim.

## Fabuła
Historia dzieci wiejskiego weterynarza, który wyjeżdża do pracy za granicę, a mama dzieci trafia do szpitala. Zdane tylko na siebie dzieci muszą przez miesiąc samodzielnie prowadzić gospodarstwo rodziców.

## Spis odcinków
1. Nieszczęścia chodzą parami
2. Wszędzie dobrze ale w domu najlepiej
3. Bez pracy nie ma kołaczy
4. Po nitce do kłębka
5. Kto się czubi ten się lubi
6. Wszystko dobre, co się dobrze kończy

## Obsada
- Magdalena Scholl − Gosia
- Marcin Szewczyk − Zbyszek
- Tomasz Brzeziński − Andrzej
- Jacek Głowacki(inne języki) − Michał
- Jakub Pielaciński − Kuba, wnuk sołtysa
- Grażyna Barszczewska − mama
- Zofia Merle − sąsiadka
- Wacław Kowalski − sołtys
- Jan Himilsbach − fotograf
- Bogdan Baer − lekarz
- Wiesław Gołas − złodziej Bonanza
- Franciszek Trzeciak − milicjant
- Wirgiliusz Gryń − nieznajomy
- Stanisław Niwiński − ojciec
- Maria Kaniewska − babcia Stefania
- Kazimierz Wichniarz − przeor
- Ewa Kania − opiekunka harcerek
- Michał Szewczyk − mężczyzna na przystani
- Witold Dederko − staruszek
- Ewa Milde	− komendantka obozu
- Adam Wolańczyk − listonosz
- Paweł Łęski − zakonnik
- Jerzy Braszka − konserwator odnawiający kościół
- Jerzy Groszang − konserwator odnawiający kościół
- Bronisław Pawlik − Andrzej, dziadek rodzeństwa
- Tadeusz Teodorczyk − milicjant
- Iwona Sierecka − harcerka Halina
- Anna Niemczyńska − harcerka Elżbieta
- Sławomir Dobrowolski(inne języki) − Roger
- Krzysztof Gradowski, Izabella Kulawik, Jan Popończyk, Krystyna Szerman, Agnieszka Wielgus, Jolanta Wilk, Barbara Wyszkowska-Stróżewska, Ryszard Zaborowski, Piotr Zygarski